# Rick Potion No. 9
"Rick Potion #9" er den sjette episode i den første sæson af Adult Swims tegnefilmserie Rick and Morty. Den er skrevet af Justin Roiland og instrueret af  Stephen Sandoval, og den havde premiere på d. 27. januar 2014.
I afsnittet går det galt med en kærlighedseliksir, der skaber en virus, som begynder at inficere hele verdens befolkning, der gør at alle bliver forelskede i Morty.
Afsnittet blev godt modtaget og blev rost for sin historie, delplot go afslutning. Det blev set af 1,7 millioner personer, da det blev sendt første gang. Titlen er en referencen til The Clovers' sang "Love Potion No. 9" fra 1959.